# Lalon
Lalon, aussi connu sous les noms de Fakir Lalon Shah, Lalon Shah, Lalon Fakir, était un philosophe, auteur, chanteur, bâul, mystique, fakir, penseur et réformateur social bengali. Regardé comme une icône de la culture du Bengale, il influença et inspira de nombreux poètes, penseurs et religieux dont Rabindranath Tagore, Kazi Nazrul Islam et Allen Ginsberg. Largement célébré comme un exemple de harmonie religieuse, il a également été accusé d'hérésie durant sa vie et après sa mort. Dans ses chansons, Lalon envisageait une société où toutes les religions et croyances seraient en harmonie. Lalon a fondé l'institut connu sous le nom de Lalon Akhrah à Cheuriya, à environ deux kilomètres de la gare de Kushtia (en). Ses disciples résident principalement au Bangladesh et au Bengale occidental. Chaque année, à l'occasion de l'anniversaire de sa mort, des milliers de ses disciples et adeptes se rassemblent à Lalon Akhrah et lui rendent hommage en célébrant et en discutant de ses chansons et de sa philosophie pendant trois jours. En 2004, Lalon fut classé douzième du Greatest Bengali of all time (en), un sondage publié par la BBC.

## Biographie
Il y a très peu de sources fiables au sujet du passé de Lalon, ce dernier ayant toujours rechigné à en parler.
Lors d'un pèlerinage au temple de Jagannath avec d'autres personnes de son village, il contracta la variole et fut abandonné sur les rives d'une rivière, où il fut recueilli par Malalm Shah et sa femme Matijan, membres d'une communauté de tisserands d'un village musulman, Cheuriya. Ils lui donnèrent un peu de terrain, et Lalon y resta pour composer et interpréter des chants inspirés par Siraj Sain, un musicien de ce village.
Kangal Harinath (en) fut un de ses disciples et amis.
Lalon vécut dans le zamindari de la famille Tagore, à qui il avait rendu visite. Et Jyotirindranath Tagore aurait été le seul à réaliser un portrait de Lalon, sur une maison flottante du Padma.

## Galerie

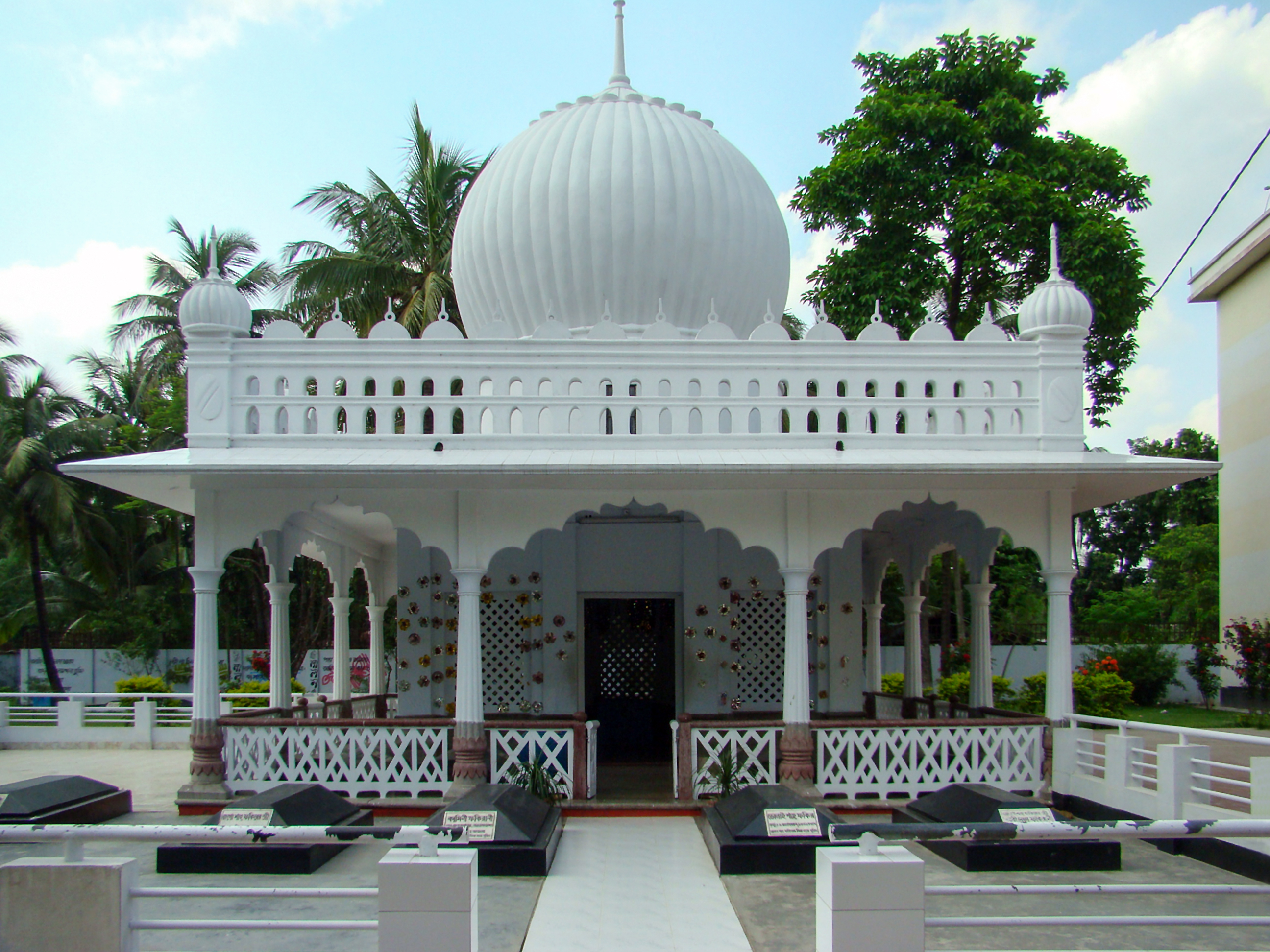
le mausolée de Lalon
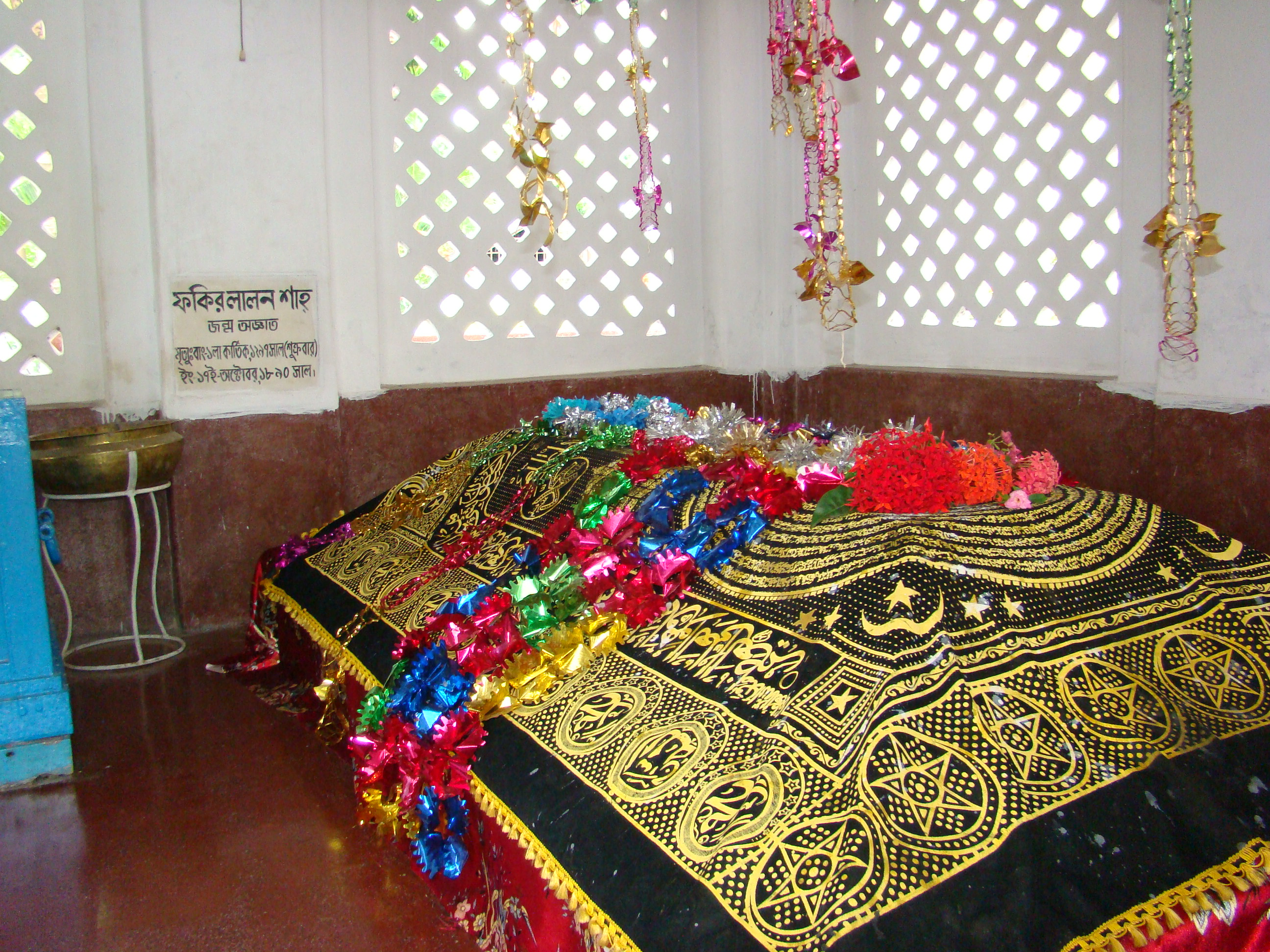
Le mausolée de Lalon
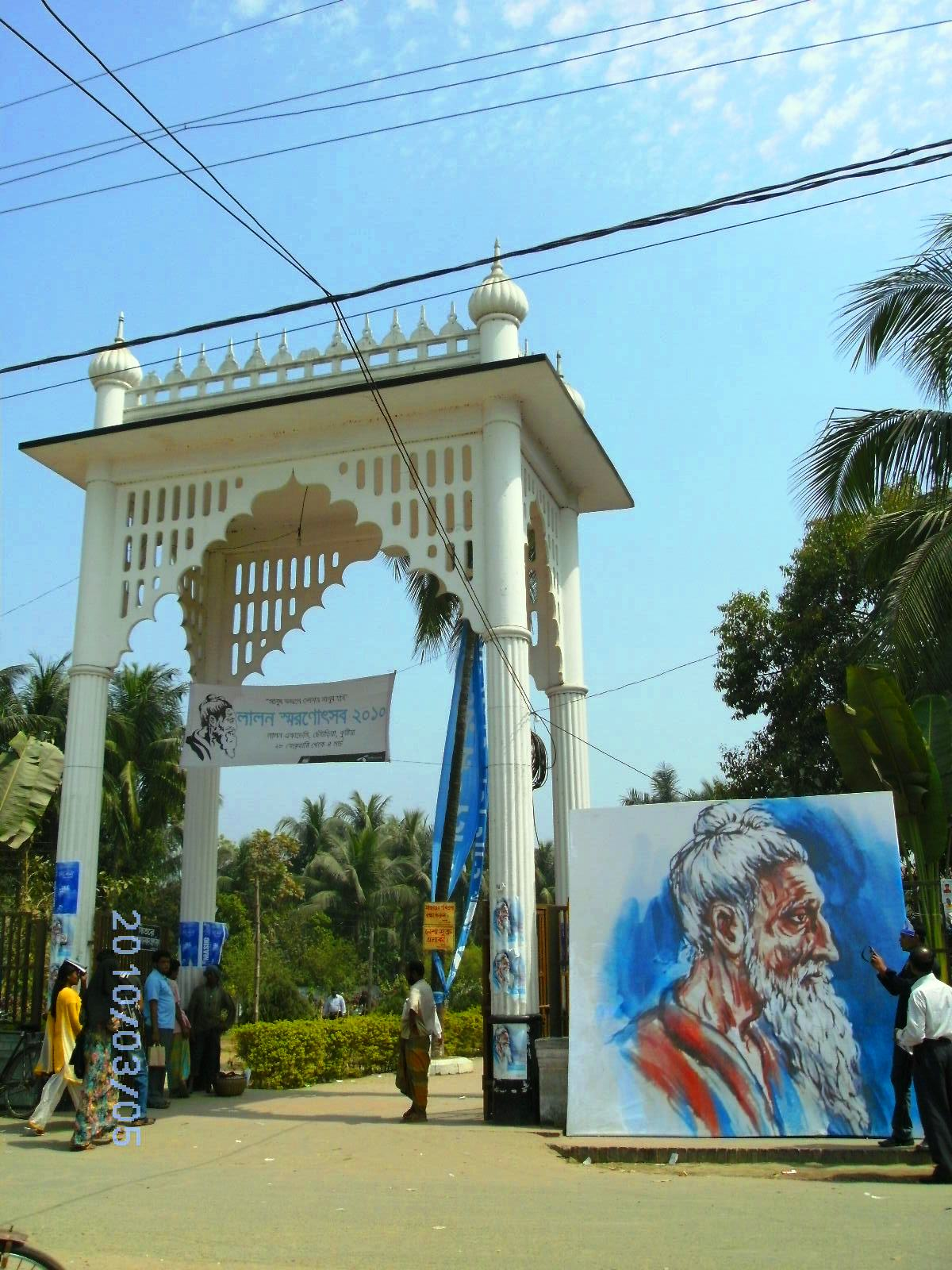
Le mausolée de Lalon
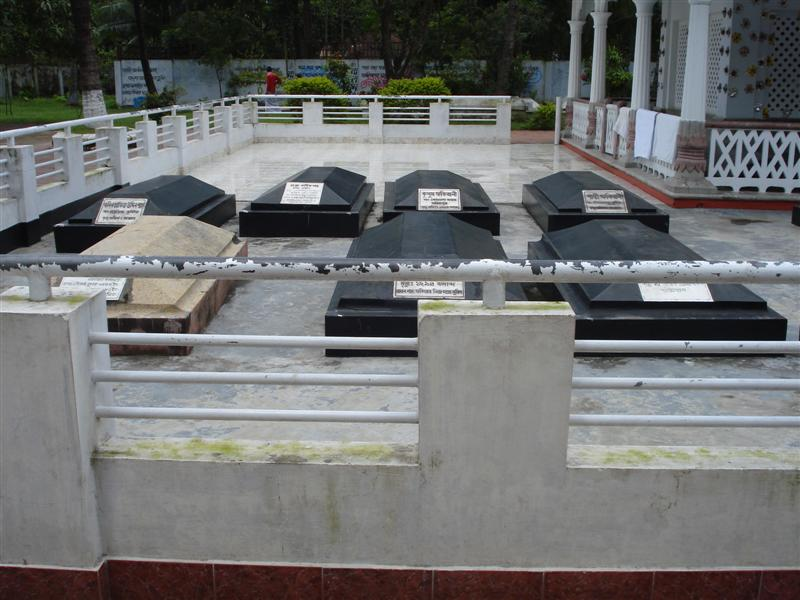
Tombes des disciples de Lalon

## Postérité

### Musique
- Bangladesh : Chants de Lalon Shah, Farida Parveen, Ocora Radio France

### Cinéma
- 2004 : Lalon (en) de Tanvir Mokammel
- 2010 : Moner Manush (en) de Goutam Ghose

### Divers
- Lalon Shah Bridge (en)